# Шмидт, Вильгельм Людвиг Эвальд
Вильгельм Людвиг Эвальд Шмидт (нем. Wilhelm Ludwig Ewald Schmidt или нем. Ewald Ludwig Wilhelm Schmidt; 4 мая 1805 — 5 июня 1843) — немецкий ботаник, энтомолог и медик.

## Биография
Вильгельм Людвиг Эвальд Шмидт родился 4 мая 1805 года. Возможно также, что Шмидт родился в 1804 году.
Он был первым президентом Энтомологического общества Щецина. 
В 1840 году была опубликована его работа Flora von Pommern und Rugen. 
Вильгельм Людвиг Эвальд Шмидт умер в городе Щецин 5 июня 1843 года. 

## Научная деятельность
Вильгельм Людвиг Эвальд Шмидт специализировался на семенных растениях.  

## Научные работы
- Getreue und systematische Beschreibung der officinellen Pflanzen der neuesten Preussischen Landes-pharmacopoe in abellarischer Uebersicht: Ein botanisches Handbuch fur Studirende Mediciner und Pharmaceuten bearbeitet (T.C.F. Enslin, 1831).
- Flora von Pommern und Rugen (1840)[2].
- Verzeichniss europaischer Kafer (1841).